# Nguyễn Văn Cử
Nguyễn Văn Cử (nacido en 1934 en Vietnam) fue un piloto de la Fuerza Aérea de la República de Vietnam, más conocido por ser uno de los dos pilotos rebeldes que participaron en el Bombardeo del Palacio de la Independencia de Vietnam del Sur el 27 de febrero de 1962, cuyo objetivo era asesinar al presidente Ngo Dinh Diem y su familia inmediata, que eran también sus asesores políticos.

## Biografía
Cu fue el segundo hijo de Nguyen Van Luc, un dirigente del Việt Nam Quốc Dân Đảng (VNQDD), un partido nacionalista que se oponía al régimen de Diem. Cu fue entrenado en los Estados Unidos como piloto, y no había sido ascendido en seis años, lo que a su juicio se debió a la oposición de su padre a Diem, quien le encarceló brevemente por "actividades antigubernamentales". Cu consideró que Diem no se centró lo suficiente en la lucha contra el Vietcong, pues estaba preocupado de mantener el poder. Criticó a los estadounidenses por su apoyo a Diem, quien a su juicio había bajado su esfuerzo de la guerra, y declaró: "Sentí que los estadounidenses dieron la espalda a aquellos de nosotros que realmente querían luchar contra los comunistas."
Cu y Pham Phu Quoc, a quien había reclutado en su escuadrón, planearon el ataque al Palacio Presidencial el 27 de febrero. Cu había persuadido a Quoc alegando que las fuerzas armadas y los Estados Unidos eran conscientes del ataque, mostrándole un artículo crítico con Diem en Newsweek.
Tras el ataque, del que Diem salió ileso, Cu consiguió huir a Camboya, donde trabajó como profesor de idiomas. Tras el arresto y asesinato de Ngô Đình Diệm, en noviembre de 1963, regresó del exilio, y reanudó su servicio en la Fuerza Aérea.